# Isachar Dow Beer
Isachar Dow Beer (ur. 1765, zm. 1843) – cadyk, założyciel chasydzkiej dynastii Radoszyc działającej przed II wojną światową w Radoszycach.
Był uczniem Jakuba Icchaka Hurwicza (zwanego "widzącym z Lublina") i Jakuba Icchaka z Przysuchy. Uchodził za cudotwórcę (szczególną sławę przyniosły mu wypędzenia złych duchów z opętanych), w związku z czym nazywany był "małym Baal-Szemem" (nawiązanie do Baal Szem Towa).